# Costa de Marfil en los Juegos Paralímpicos de Sídney 2000
Costa de Marfil estuvo representada en los Juegos Paralímpicos de Sídney 2000 por dos deportistas masculinos.

## Medallistas
El equipo paralímpico marfileño obtuvo las siguientes medallas:
| Nombre                 | Deporte   | Evento              |
| ---------------------- | --------- | ------------------- |
| Oro                    |           |                     |
| Oumar Basakoulba Kone  | Atletismo | 800 m T46 masculino |
| Plata                  |           |                     |
| —                      |           |                     |
| Bronce                 |           |                     |
| Paul Fernand Kra Koffi | Atletismo | 800 m T12 masculino |